# Verwaltungsgemeinschaft Hohe Rhön
La Verwaltungsgemeinschaft Hohe Rhön est une communauté d'administration allemande qui regroupe 10 communes du land de Thuringe, dans l'arrondissement de Schmalkalden-Meiningen, au centre de l'Allemagne. En 2021, sa population était de 8 064 habitants.

## Source de la traduction
- (de) Cet article est partiellement ou en totalité issu de l’article de Wikipédia en allemand intitulé « Verwaltungsgemeinschaft Hohe Rhön » (voir la liste des auteurs).